# Liste romanischer Klöster, Kirchen und Kapellen im Département Nièvre

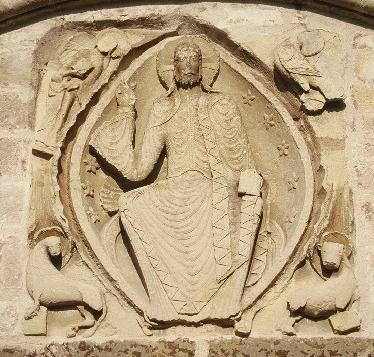
Cervon

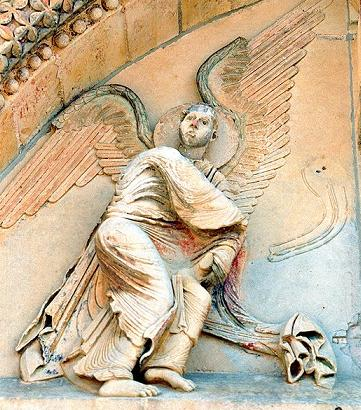
Donzy-le-Pré

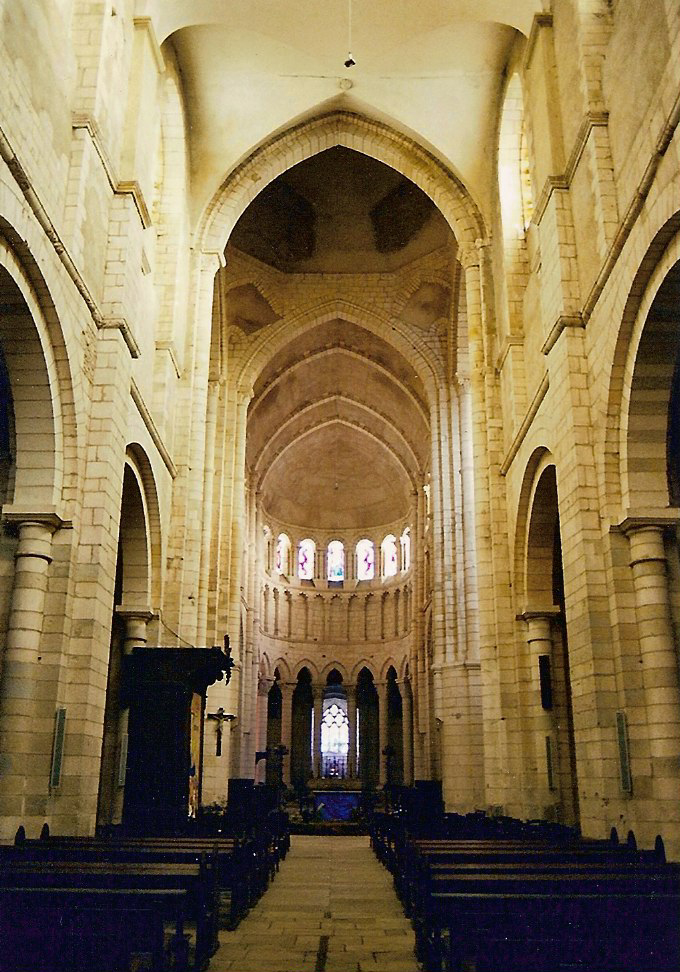
La Charité

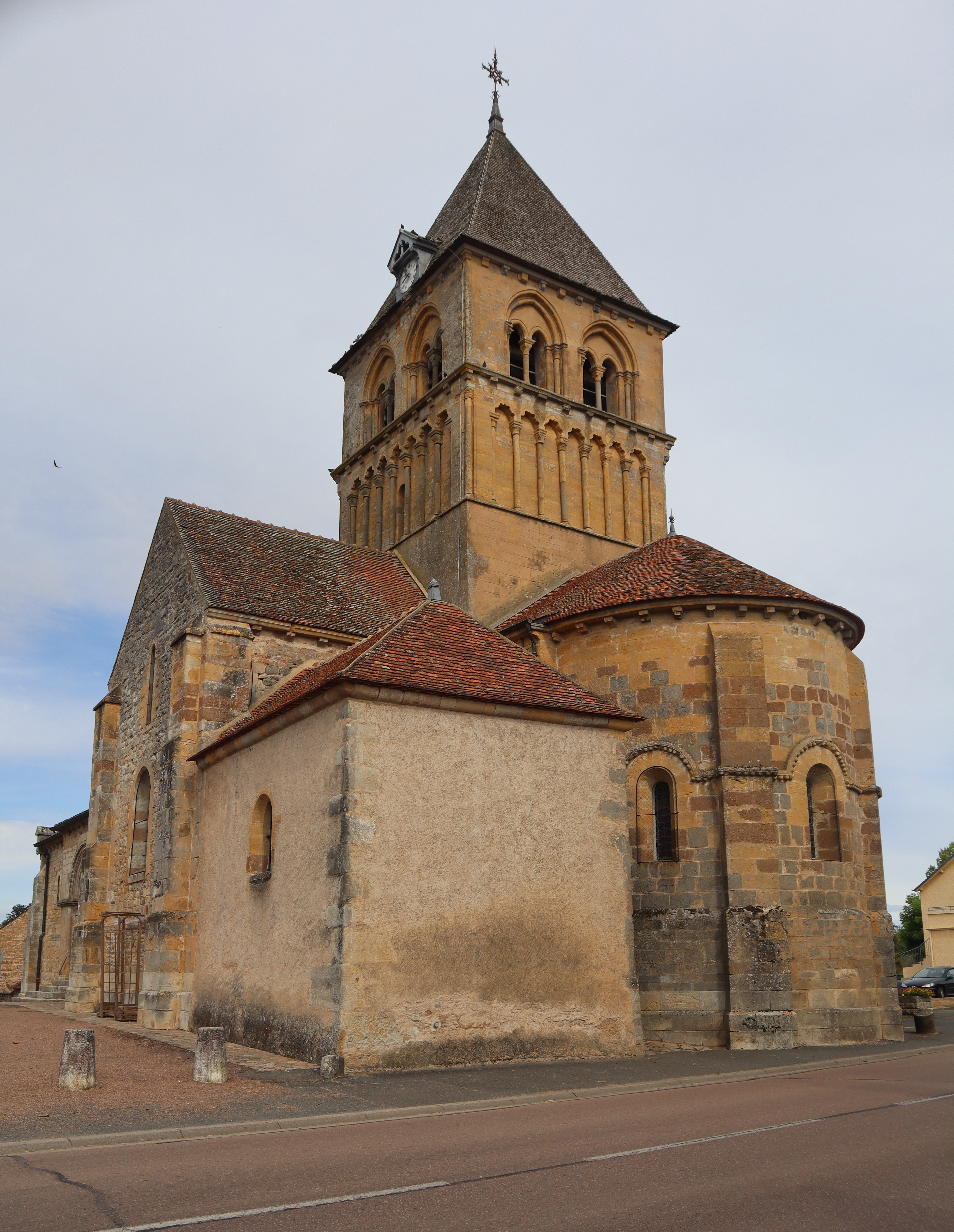
Rouy

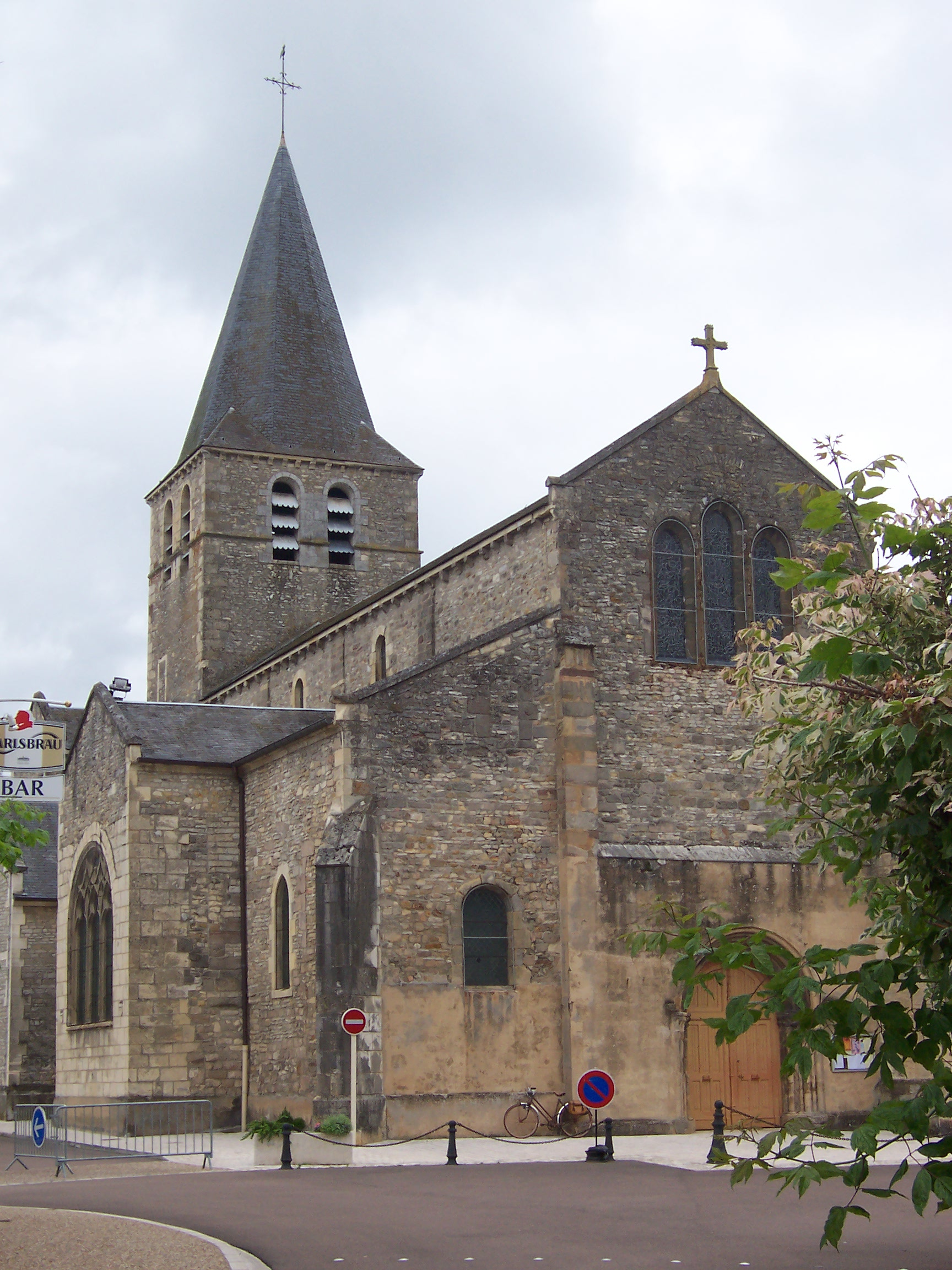
Saint-Pierre-le-Moûtier

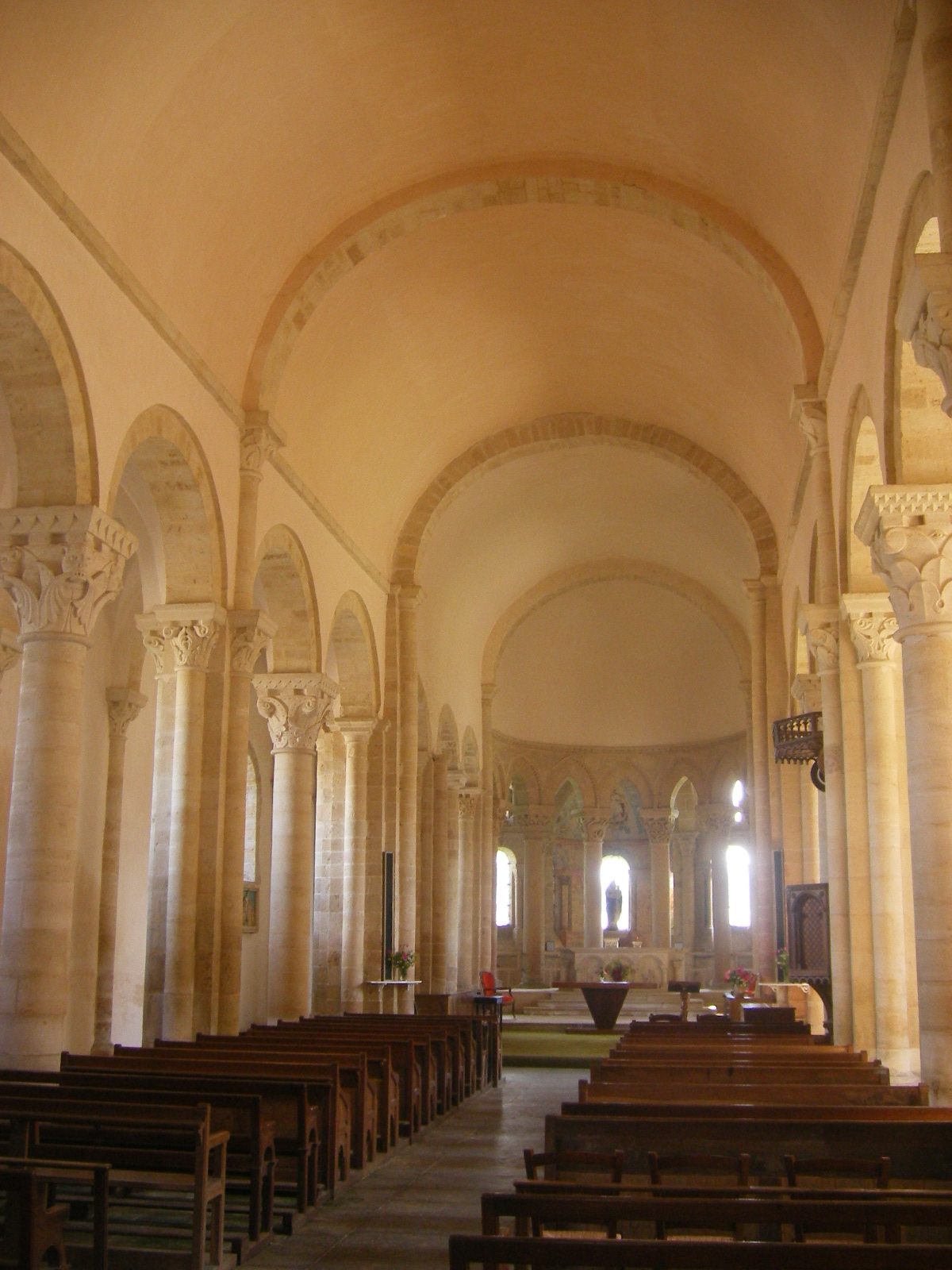
Saint-Révérien

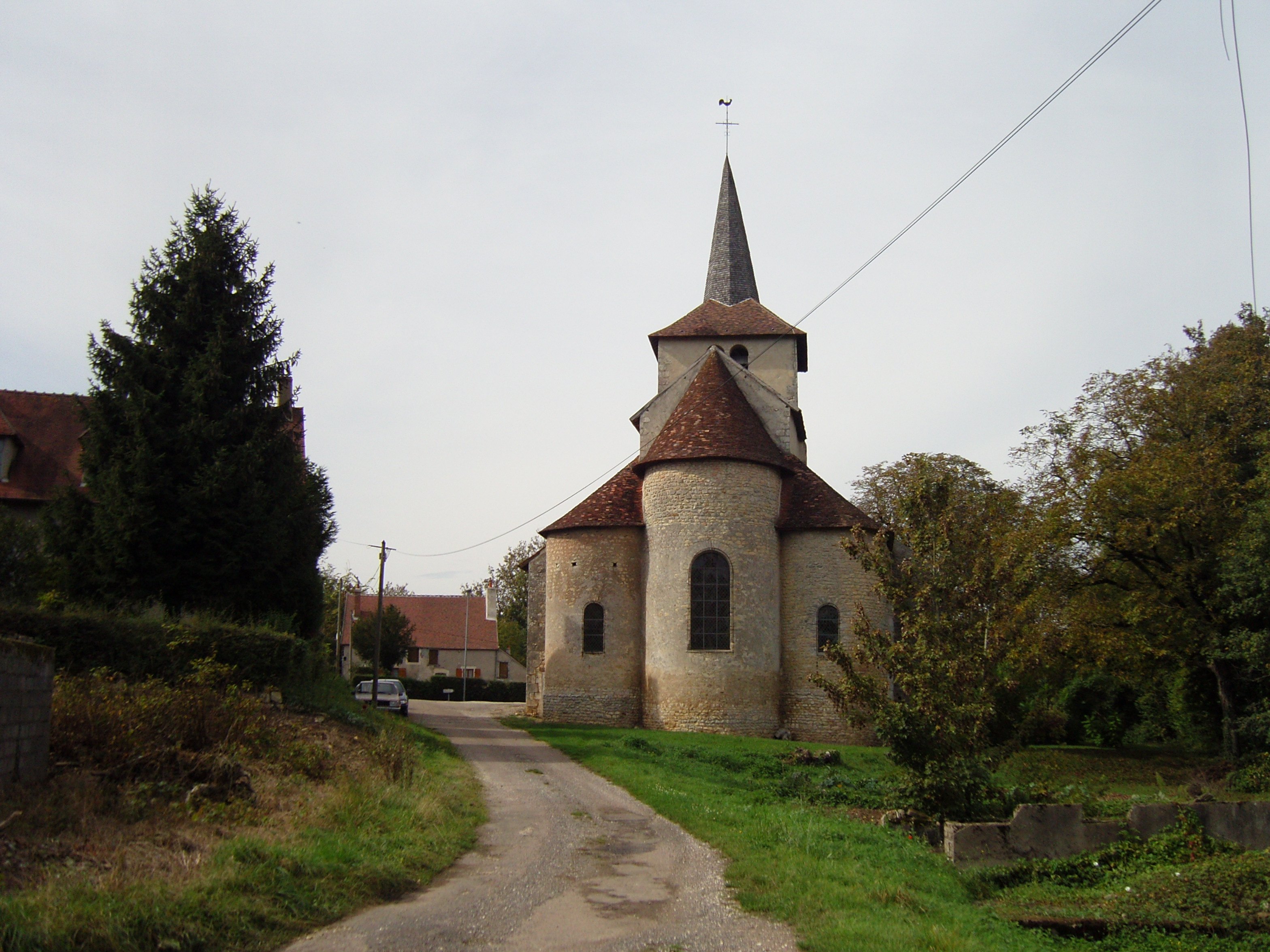
Champvoux

Diese Liste führt romanische Klöster, Kirchen und Kapellen im Département Nièvre in der französischen Region Bourgogne-Franche-Comté auf. (weitere Départements in Burgund: Côte-d’Or, Saône-et-Loire, Yonne; siehe auch Liste der Kirchen und Klöster in Burgund).
1. Alligny-en-Morvan, Saint-Hilaire
2. Alluy, Saint-Pierre-et-Saint-Paul
3. Anlezy, Saint-Nazaire-et-Saint-Celse
4. Armes, Saint-Lazare
5. Asnois, Sainte-Barbe
6. Authiou, Saint-Sulpice
7. Avrée, Sainte-Marie-Madeleine
8. Avril-sur-Loire, Saint-Pierre
9. Avril-sur-Loire, Chapelle des Loges-Feuilloux
10. Azy-le-Vif, Saint-Martin
11. Balleray, Saint-Blaise
12. Bazoches, Saint-Hilaire
13. Bazolles, Saint-Symphorien
14. Béard, Saint-Laurent
15. Beaumont-Sardolles, Saint-Barthelemy
16. Biches, Saint-Victor
17. Blismes, Saint-Martin
18. Bourras (Saint-Malo-en-Donziais)
19. Brassy, Saint-Gervais-et-Saint-Protais
20. Brinay, Saint-Denis
21. Brinon-sur-Beuvron, Saint-Etienne
22. Bulcy, Saint-Martin
23. Bussy-la-Pesle, Saint-Germain
24. Celle-sur-Loire (La), Saint-Hilaire
25. Cercy-la-Tour, Saint-Pierre
26. Cervon, Saint-Barthélémy (ex-St-Eptade)
27. Chaluzy (Saint-Eloi), Saint-Symphorien
28. Champallement, Saint-Eustache
29. Champlémy, Saint-Maurice
30. Champlin, Notre-Dame-de-la-Nativité
31. Champvert
32. Champvoux, Saint-Pierre
33. Chantenay-Saint-Imbert, Saint-Martin
34. Charité-sur-Loire (La), Saint-Laurent
35. Charrin, Saint-Martin
36. Chaulgnes, Saint-Etienne
37. Chaumard, Saint-Pierre
38. Chevannes (Billy-Chevannes), Saint-Antoine
39. Chevenon, Saint-Martin
40. Chiddes, Saint-Maurice
41. Chougny, Saint-Martin
42. Cizely, Sainte-Madeleine
43. Clamecy, Chapelle du Pantenor
44. Commagny, Saint-Laurent, ehem. Priorat
45. Corbelin (La Chapelle-Saint-André), Notre-Dame-de-Septembre
46. Corbigny, Chapelle Notre-Dame de Sarre
47. Corvol-l'Orgeilleux, Saint-Vincent
48. Corvol-l'Orgeilleux, Saint-Marc
49. Cosne-Cours-sur-Loire, Saint-Agnan, ehem. Priorat
50. Cossaye, Saint-Martin
51. Courcelles, Saint-Nicolas
52. Decize, Saint-Aré
53. Decize, Saint-Pierre
54. Diennes-Aubigny, Saint-Pierre-et-Saint-Paul
55. Dirol, Saint-Martin (Ex-Saint-Georges)
56. Dommartin, Saint-Martin
57. Donzy, Saint-Carrad'heuc
58. Donzy-le-Pré, Notre-Dame-du-Pré, ehem. Priorat
59. Donzy-le-Pré, Saint-Martin-du-Pré
60. Dornes, Saint-Julien
61. Druy-Parigny, Saint-Martin
62. Dun-sur-Grandy, Saint-Jean-Baptiste
63. Empury, Saint-Laurent
64. Epiry
65. Fermeté (La), Couvent des Bénédictines
66. Fléty, Saint-Léger
67. Fleury-sur-Loire, Saint-Julien
68. Fontaine (Saint-Hilaire-Fontaine), Sainte-Marie-Madeleine
69. Garchizy, Saint-Martin
70. Garchy, Saint-Martin
71. Gien-sur-Cure, Saint-Léger
72. Gimouille, Saint-Laurent
73. Giry, Saint-Germain-d'Auxerre
74. Glux-en-Glenne, Saint-Denis
75. Grande-Brosse (La, Donzy), Chapelle du Chateau
76. Grenois, Ste-Radegonde-et-Ste-Genevieve
77. Guipy, Saint-Germain
78. Hubans (Grenois), Chapelle d'Hubans
79. Huez (Bona), Saint-Martin
80. Imphy, Notre-Dame
81. Jailly, Saint-Sylvestre
82. Jaugenay (Chevenon), Saint-Etienne
83. La Charité-sur-Loire, La Charité (Abtei),
84. Lamenay-sur-Loire, Saint-Roch
85. Lanty, Notre-Dame-de-la-Nativité
86. Limanton (Panneçot), Saint-
87. Lucenay-les-Aix, Saint-Romain
88. Lurcy-le-Bourg, Saint-Gervais-et-Saint-Protais
89. Luthenay-Uxeloup, Saint-Agnan
90. Magny-Cours, Saint-Nazaire-et-Saint-Celse
91. Mars-sur-Allier, Saint-Julien, ehem. Priorat
92. Marzy, Saint-André
93. Maulaix (La Nocle-Maulaix)
94. Maux, Saint-Michel
95. Meauce (Saincaize-Meauce), Saint-Symphorien
96. Menou, Saint-Siméon
97. Mesves-sur-Loire, Grange aux Dimes
98. Metz-le-Comte, Notre-Dame-de-l'Assomption
99. Millay, Saint-Maurice
100. Monceaux-le-Comte, Saint-Georges
101. Monceaux-le-Comte, Saint-Symphorien
102. Mont Sabot (Neuffontaines), Saint-Pierre-aux-Liens
103. Montambert, Saint-Pierre
104. Montaron, Notre-Dame-de-l'Assomption
105. Montempuy (Saint-Parize-en-Viry), Saint-Mayeul
106. Montenoison, Notre-Dame
107. Montigny-aux-Amognes, Saint-Louis
108. Montigny-sur-Canne, Saint-Symphorien
109. Mouron-sur-Yonne, Notre-Dame
110. Murlin, Saint-Martin
111. Myennes, Saint-Martin
112. Narcy, Saint-Marcel
113. Neuilly, Saint-Martin
114. Neuville-les-Decize, Saint-Genest/Saint-Pierre-es-Liens ?
115. Nevers, Saint-Etienne, ehem. Priorat
116. Nevers, Saint-Sauveur
117. Nevers, Notre-Dame
118. Nevers, Saint-Laurent
119. Nevers, Saint-Lazare
120. Nevers, Saint-Genest
121. Oudan, Saint-Germain
122. Oulon, Saint-Andoche
123. Ourouer-aux-Amognes, Saint-Fiacre
124. Parigny-les-Vaux, Saint-Jean-Baptiste
125. Pazy
126. Poil, Saint-Romain
127. Poiseux
128. Pousseaux, Chartreuse de Basseville
129. Pougues-les-Eaux, Saint-Leger
130. Pouques-Lormes, Saint-Pierre-aux-Liens
131. Préporché, Saint-Pierre
132. Raveau, Saint-Gilles-et-Saint-Leu
133. Rix, Saint-Pierre-aux-Liens
134. Rouy, Saint Germain
135. Saincaize-Meauce, Saint-Sulpice
136. Saint-André-en-Morvan(d), Saint-André
137. Saint-Aubin-les-Forges, Saint-Aubin
138. Saint-Benin-des-Bois, Saint-Bénigne
139. Saint-Didier, Saint-Didier
140. Saint-Firmin, Saint-Firmin
141. Saint-Franchy, Saint-Franchy
142. Saint-Gengoult (Larochemillay), Saint-Gengoult(-et-Saint-Laurent)
143. Saint-Germain-Chassenay
144. Saint-Hilaire-Fontaine, Saint-Hilaire
145. Saint-Honoré-les-Bains, Saint-Honoré
146. Saint-Jean-aux-Amognes, Saint-Jean-Baptiste
147. Saint-Laurent, Saint-Laurent(-et-Saint-Hilaire)
148. Saint-Loup(-des-Bois), Saint-Loup
149. Saint-Michel (Remilly), Saint-Michel
150. Saint-Parize-le-Châtel, Saint-Patrice
151. Saint-Pierre-le-Moûtier, Saint-Pierre
152. Saint-Quentin-sur-Nohain
153. Saint-Révérien, Saint-Révérien, ehem. Priorat
154. Saint-Saulge, Saint-Saulge (ex-Saint-Martin)
155. Saint-Seine, Saint-Seine
156. Saint-Sulpice, Saint-Sulpice
157. Saint-Vérain, Saint-Vérain-et-Saint-Blaise
158. Sardolles (Beaumont-Sardolles), Saint-Antoine
159. Savigny-Poil-Foil, Saint-Georges
160. Sauvigny-les-Bois, Saint-Etienne
161. Sémelay, Saint-Pierre, ehem. Priorat
162. Sermages, Saint-Pierre
163. Sermoise-sur-Loire, Saint-Maurice
164. Sichamps, Saint-Aignan
165. Sougy-sur-Loire
166. Surgy, Saint-Germain
167. Tamnay-en-Bazois, Saint-Jean-Baptiste
168. Tannay, Saint-Léger
169. Tazilly, Saint-Denis
170. Teigny, Saint-Nazaire-et-Saint-Celse
171. Thaix, Saint-Martin
172. Thianges, Presbythere
173. Tracy-sur-Loire, Saint-Symphorien
174. Tresnay, Saint-Rémy
175. Tronsanges, Notre-Dame
176. Urzy, Saint-Denis
177. Vandenesse
178. Varennes-les-Narcy, Saint-Martin
179. Varennes-Vauzelles
180. Varzy, Sainte-Eugénie
181. Varzy, Saint-Lazare
182. Vauclaix, Sainte-Madeleine (ex-St-Thomas)
183. Verneuil, Saint-Laurent
184. Vesvres (Rouy)
185. Villapourcon, Saint-Symphorien
186. Ville-Langy, Saint-Pierre
187. Villemoison (Saint-Pere), Saint-Jean-Baptiste.